# OGLE-2005-BLG-169L
OGLE-2005-BLG-169L – gwiazda, najprawdopodobniej czerwony karzeł o masie około 0,5 masy Słońca, zlokalizowana w gwiazdozbiorze Strzelca, oddalona od Ziemi o około 2700 parseków.
W 2006 roku wokół gwiazdy odkryto planetę OGLE-2005-BLG-169Lb. Odkrycia dokonano w ramach projektu OGLE.